# Fusconaia flava
Fusconaia flava är en musselart som först beskrevs av Rafinesque 1820.  Fusconaia flava ingår i släktet Fusconaia och familjen målarmusslor. IUCN kategoriserar arten globalt som livskraftig. Inga underarter finns listade i Catalogue of Life.